# Gmina Laeva
Gmina Laeva (est. Laeva vald) – gmina wiejska w Estonii, w prowincji Tartu.
W skład gminy wchodzi:
- 6 wsi: Kämara, Kärevere, Laeva, Siniküla, Valmaotsa, Väänikvere.